# Thyene corcula
Thyene corcula es una especie de araña saltarina del género Thyene, familia Salticidae. Fue descrita científicamente por Pavesi en 1895.
Habita en Etiopía.